# Apeadeiro de Laranjeiras

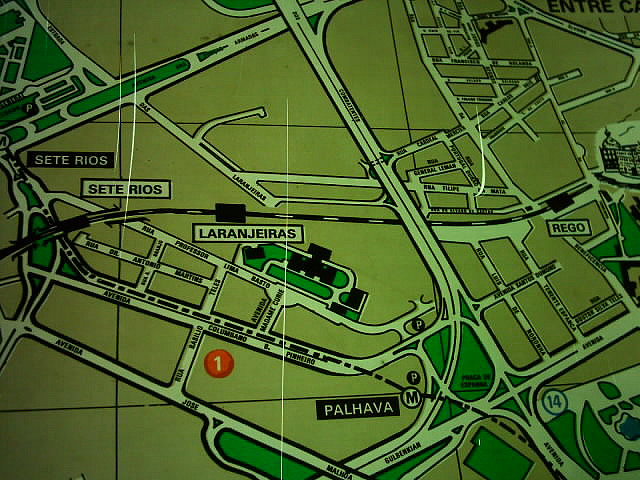
Mapa de Lisboa, em uso até 2009, muito depois da extinção do apeadeiro das Laranjeiras que retrata.

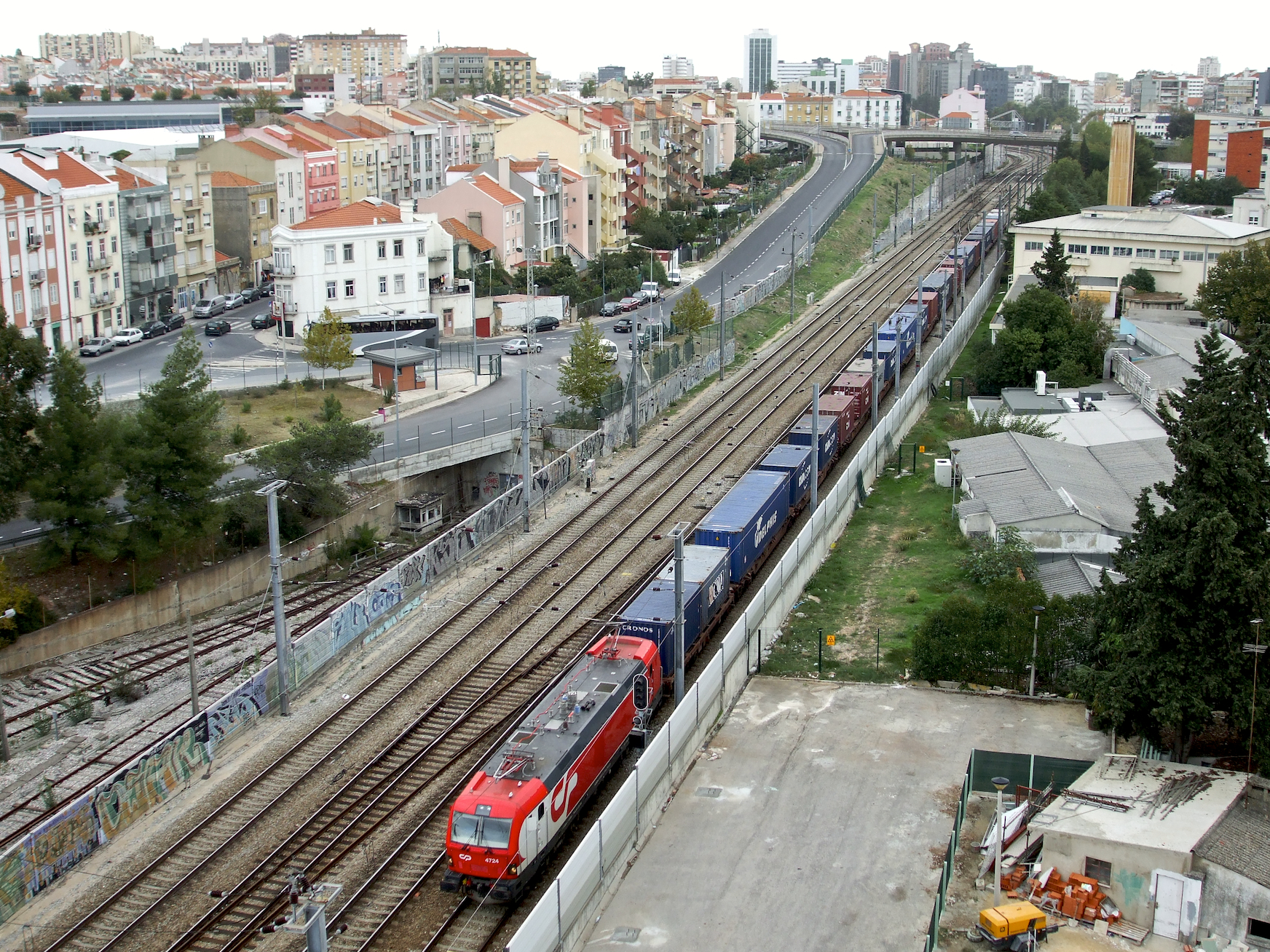
Linha de Cintura em 2009, no local do extinto apeadeiro das Laranjeiras.

O Apeadeiro de Laranjeiras foi uma interface da Linha de Cintura, que servia a zona da Estrada das Laranjeiras, na cidade de Lisboa, em Portugal.

## História
Esta interface localizava-se no troço original da Linha de Cintura, entre as Estações de Benfica e Santa Apolónia, que entrou ao serviço em 20 de Maio de 1888, pela Companhia Real dos Caminhos de Ferro Portugueses.

Em 1934, esta interface foi alvo de grandes obras de reparação, realizadas pela Companhia dos Caminhos de Ferro Portugueses.